# Metalimnobia (Metalimnobia) bifasciata
Metalimnobia (Metalimnobia) bifasciata is een tweevleugelige uit de familie steltmuggen (Limoniidae). De soort komt voor in het Palearctisch en Oriëntaals gebied.